# El militar y la señora
El militar y la señora es un cartón para tapiz de Francisco de Goya, pintado para el antedormitorio de los Príncipes de Asturias en el Palacio de El Pardo.
El alto y estrecho formato de la serie bien podría indicar que funcionó como sobrepuerta, entreventana o fue colocado en un estrecho sitio.

## Análisis
En el cuadro una dama mira a su pareja, asomada a un muro. Detrás aparece un militar y un tercer enigmático personaje. Una pareja en segundo plano completa la escena.
Los flirteos entre ambos sexos ya habían sido mostrados en El ciego de la guitarra, pero Goya muestra aquí a la petimetra y al cortejo, como se llamaba entonces al amante. Guarda estrecha relación con La acerolera.
El conjunto arquitectónico está planeado para reforzar el volumen de las figuras y que el espectador prolongue su vista hacia lontananza. La luz se posa sobre los personajes principales y las rápidas pinceladas son características del rococó. Los vivos colores y la alegría que desprende le hacen una de las piezas más llamativas del conjunto.